# NASCAR-Craftsman-Truck-Series-Saison 2006

Das Logo der NASCAR Craftsman Truck Series.

Die NASCAR-Craftsman-Truck-Series-Saison 2006 begann am 17. Februar 2006 mit dem GM FlexFuel 250 auf dem Daytona International Speedway und endete am 17. November 2006 mit dem Ford 200 auf dem Homestead-Miami Speedway. Todd Bodine gewann die Fahrer-Meisterschaft, Johnny Benson wurde Most Popular Driver (Beliebtester Fahrer) und Erik Darnell gewann den Rookie of the Year Award.

## Teilnehmer
| Nummer   | Fahrer                            | Automarke | Sponsoren                               | Team                        |
| -------- | --------------------------------- | --------- | --------------------------------------- | --------------------------- |
| 1        | Robert Richardson (R)             | Chevrolet | WinYourMortgage.com                     | R3 Racing                   |
| 02       | Kelly Sutton                      | Chevrolet | Team Copaxone                           | Sutton Motorsports          |
| 04       | Scott Lagasse jr. (R)             | Dodge     | Dodge Hemi                              | Bobby Hamilton Racing       |
| 4        | Timothy Peters                    | Dodge     | Dodge                                   | Bobby Hamilton Racing       |
| 5        | Mike Skinner                      | Toyota    | Toyota Tundra                           | Bill Davis Racing           |
| 06       | Chad McCumbee (R)                 | Chevrolet | –                                       | MRD Motorsports             |
| 6        | Mark Martin / David Ragan         | Ford      | Scotts Miracle-Gro                      | Roush Racing                |
| 07       | Eric Norris / Sean Murphy         | Chevrolet | –                                       | Green Light Racing          |
| 08       | Bobby Hamilton jr. / Butch Miller | Chevrolet | Corky’s Ribs & BBQ                      | Green Light Racing          |
| 9        | Ted Musgrave                      | Toyota    | Team ASE Racing / Germain Motor Company | Germain Racing              |
| 10       | Terry Cook                        | Ford      | Power Stroke Diesel                     | ppc Racing                  |
| 12       | Joey Miller (R)                   | Toyota    | Curb Records                            | Darrell Waltrip Motorsports |
| 13       | Kerry Earnhardt (R)               | Chevrolet | –                                       | ThorSport Racing            |
| 14       | Rick Crawford                     | Ford      | Circle Bar Truck Corral                 | Circle Bar Racing           |
| 15       | Kyle Krisiloff (R)                | Chevrolet | ditech.com                              | Billy Ballew Motorsports    |
| 16       | Mike Bliss                        | Chevrolet | –                                       | Xpress Motorsports          |
| 17       | David Reutimann                   | Toyota    | Toyota Tundra                           | Darrell Waltrip Motorsports |
| 18       | Bobby Hamilton/Bobby Hamilton jr. | Dodge     | Fastenal                                | Bobby Hamilton Racing       |
| 20       | Marcos Ambrose (R)/ Jon Wood      | Ford      | Team Australia / Aussie Vineyard Ford   | Wood Brothers/JTG Racing    |
| 21       | Bobby East (R)/ Stacy Compton     | Ford      | State Fair Corn Dogs / Edy’s Ice Cream  | Wood Brothers/JTG Racing    |
| 22       | Bill Lester                       | Toyota    | Waste Management, Inc.                  | Bill Davis Racing           |
| 23       | Johnny Benson                     | Toyota    | Toyota Certified Used Vehicles          | Bill Davis Racing           |
| 25       | Boston Reid (R)                   | Dodge     | –                                       | Woodard Racing              |
| 29/46/47 | Kraig Kinser                      | Chevrolet | Centrix Financial                       | Morgan-Dollar Motorsports   |
| 30       | Todd Bodine                       | Toyota    | Lumber Liquidators                      | Germain Racing              |
| 33       | #Ron Hornaday Jr.                 | Chevrolet | –                                       | Kevin Harvick Incorporated  |
| 40       | Chad Chaffin                      | Chevrolet | R.E. Garwood Electrical Contractors     | Key Motorsports             |
| 59       | Steve Park                        | Ford      | Harris Trucking                         | HT Motorsports              |
| 60       | Jack Sprague                      | Toyota    | Con-Way Freight                         | Wyler Racing                |
| 75       | Aric Almirola (R)                 | Chevrolet | Spears Manufacturing                    | Spears Motorsports          |
| 77       | Brendan Gaughan                   | Dodge     | Orleans Hotel & Casino                  | Orleans Racing              |
| 85       | Dennis Setzer                     | Chevrolet | E85 Flexfuel                            | Morgan-Dollar Motorsports   |
| 88       | Matt Crafton                      | Chevrolet | Menards                                 | ThorSport Racing            |
| 98       | Erin Crocker (R)                  | Dodge     | General Mills                           | Evernham Motorsports        |
| 99       | Erik Darnell (R)                  | Ford      | Woolrich                                | Roush Racing                |

(R) = Rookie (Neuling)

## Rennkalender
| Datum         | Rennstrecke                           | Rennen                                        | Pole-Position      | Sieger           |
| ------------- | ------------------------------------- | --------------------------------------------- | ------------------ | ---------------- |
| 17. Februar   | Daytona International Speedway        | GM FlexFuel 250                               | Mark Martin        | Mark Martin      |
| 24. Februar   | California Speedway                   | racetickets.com 200                           | David Reutimann    | Mark Martin      |
| 17. März      | Atlanta Motor Speedway                | John Deere 200                                | Todd Bodine        | Todd Bodine      |
| 31. März      | Martinsville Speedway                 | Kroger 250                                    | Bobby Hamilton jr. | David Starr      |
| 28. April     | Gateway International Raceway         | Missouri/Illinois Dodge Dealers Ram Tough 200 | David Ragan        | Todd Bodine      |
| 19. Mai       | Lowe’s Motor Speedway                 | Quaker Steak and Lube 200                     | Mike Skinner       | Kyle Busch       |
| 27. Mai       | Mansfield Motorsports Speedway        | City of Mansfield 250                         | Todd Bodine        | Ron Hornaday Jr. |
| 2. Juni       | Dover International Speedway          | AAA Insurance 200                             | David Reutimann    | Mark Martin      |
| 9. Juni       | Texas Motor Speedway                  | Sam’s Town 400                                | Mike Skinner       | Todd Bodine      |
| 17. Juni      | Michigan International Speedway       | Con-way Freight 200                           | Mike Skinner       | Johnny Benson    |
| 23. Juni      | Milwaukee Mile                        | Milwaukee 200                                 | Ron Hornaday Jr.   | Johnny Benson    |
| 1. Juli       | Kansas Speedway                       | O’Reilly Auto Parts 250                       | Mike Skinner       | Terry Cook       |
| 8. Juli       | Kentucky Speedway                     | Built Ford Tough 225                          | Marcos Ambrose     | Ron Hornaday Jr. |
| 15. Juli      | Memphis Motorsports Park              | O’Reilly 200                                  | Jack Sprague       | Jack Sprague     |
| 4. August     | O’Reilly Raceway Park at Indianapolis | Power Stroke Diesel 200                       | David Ragan        | Rick Crawford    |
| 12. August    | Nashville Superspeedway               | Toyota Tundra 200                             | Erik Darnell       | Johnny Benson    |
| 23. August    | Bristol Motor Speedway                | O’Reilly 200                                  | Mark Martin        | Mark Martin      |
| 16. September | New Hampshire International Speedway  | Sylvania 200                                  | Mike Skinner       | Johnny Benson    |
| 23. September | Las Vegas Motor Speedway              | Smith’s Las Vegas 350                         | Mike Skinner       | Mike Skinner     |
| 7. Oktober    | Talladega Superspeedway               | John Deere 250                                | Mark Martin        | Mark Martin      |
| 21. Oktober   | Martinsville Speedway                 | Kroger 200                                    | Jack Sprague       | Jack Sprague     |
| 28. Oktober   | Atlanta Motor Speedway                | EasyCare Vehicle Service Contracts 200        | Mike Skinner       | Mike Bliss       |
| 3. November   | Texas Motor Speedway                  | Silverado 350K                                | Clint Bowyer       | Clint Bowyer     |
| 11. November  | Phoenix International Raceway         | Phoenix 150                                   | Johnny Benson      | Johnny Benson    |
| 17. November  | Homestead-Miami Speedway              | Ford 200                                      | Mike Skinner       | Mark Martin      |

## Fahrergesamtwertung am Saisonende (Top 10)
| Platz | Fahrer           | Punkte | Preisgeld (US-Dollar) |
| ----- | ---------------- | ------ | --------------------- |
| 1     | Todd Bodine      | 3666   | $ 1.046.680           |
| 2     | Johnny Benson    | 3539   | $ 770.157             |
| 3     | David Reutimann  | 3530   | $ 525.531             |
| 4     | David Starr      | 3355   | $ 515.985             |
| 5     | Jack Sprague     | 3328   | $ 586.879             |
| 6     | Ted Musgrave     | 3314   | $ 560.083             |
| 7     | Ron Hornaday Jr. | 3313   | $ 544.667             |
| 8     | Terry Cook       | 3268   | $ 483.630             |
| 9     | Rick Crawford    | 3252   | $ 508.602             |
| 10    | Mike Skinner     | 3219   | $ 568.535             |